# Малый Холм (Вязниковский район)
Ма́лый Холм  — деревня в Вязниковском районе Владимирской области России. Входит в состав Октябрьского сельского поселения.

## География
Деревня Малый Холм расположена на холмах около 1,5 километра от железнодорожной станции Сеньково на линии Ковров — Нижний Новгород.
Населённый пункт состоит из одной улицы.

## История
До 1926 года в составе Нагуевской волости Вязниковского уезда.
После упразднения волости в составе Вязниковской волости.

## Население
| 1859 | 1905 | 1926 | 2002 | 2010 | 2021 |
| ---- | ---- | ---- | ---- | ---- | ---- |
| 90   | ↗95  | ↗189 | ↘9   | ↘8   | ↘7   |

## Инфраструктура
Личное подсобное хозяйство с зоной сельскохозяйственного использования, индивидуальная застройка усадебного типа.

## Транспорт
Просёлочные дороги. 